# Abdij Lilbosch & Voormalig Klooster Mariahoop

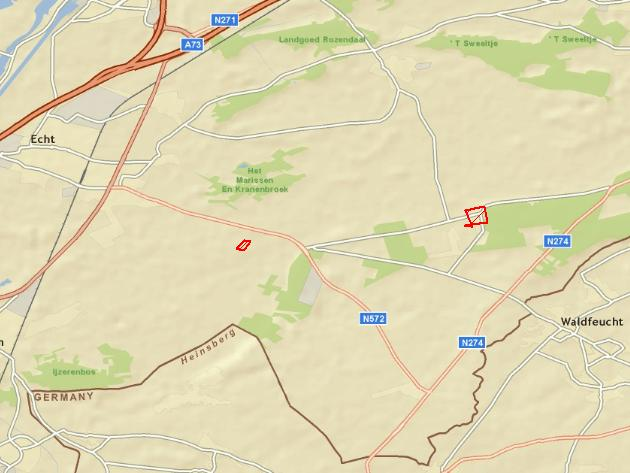
Karte des Schutzgebiets

Das Fauna-Flora-Habitat-Gebiet Abdij Lilbosch & Voormalig Klooster Mariahoop liegt in der Gemeinde Echt-Susteren in der niederländischen Provinz Limburg. Das 15 ha große Schutzgebiet gehört zum europäischen Schutzgebietsnetz Natura 2000. Die beiden knapp vier Kilometer voneinander entfernten Teilgebiete umfassen die Klostergebäude des ehemaligen Klosters Mariahoop und der Abtei Lilbosch und ihre Umgebung. Die besondere Bedeutung ergibt sich durch die einzige bekannte niederländische Wochenstube der Wimperfledermaus, eine Art des Anhangs II der FFH-Richtlinie. in den Niederlanden, die sich in den Gebäuden befindet. Die Wochenstube umfasst 250 bis 500 Tiere.
Das Gebiet ist das kleinste der niederländischen FFH-Gebiete. Es wurde 2002 vorgeschlagen, 2004 als Gebiet gemeinschaftlicher Bedeutung bestätigt und 2011 als Besonderes Erhaltungsgebiet ausgewiesen.

## Schutzzweck

### Arteninventar
Folgende Arten von gemeinschaftlichem Interesse sind für das Gebiet gemeldet:
| Bild             | EU Code | * | Art              | wissenschaftlicher Name | Artengruppe |
| ---------------- | ------- | - | ---------------- | ----------------------- | ----------- |
| Wimperfledermaus | 1321    |   | Wimperfledermaus | Myotis emarginatus      | Säugetiere  |